# Universidad de Pekín

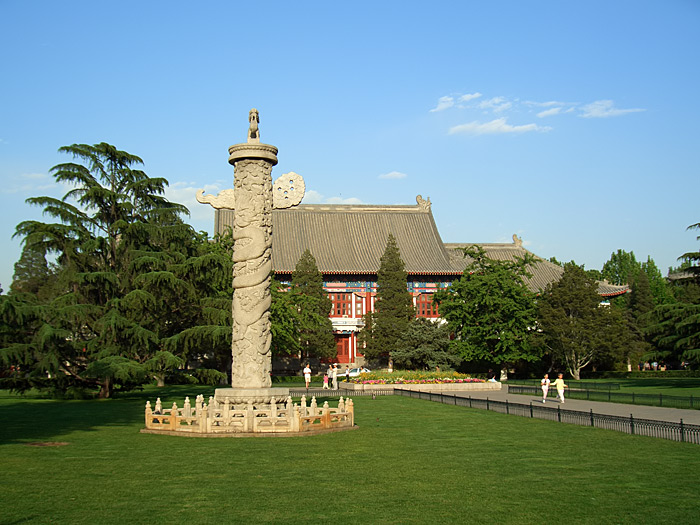
Universidad de Pekín

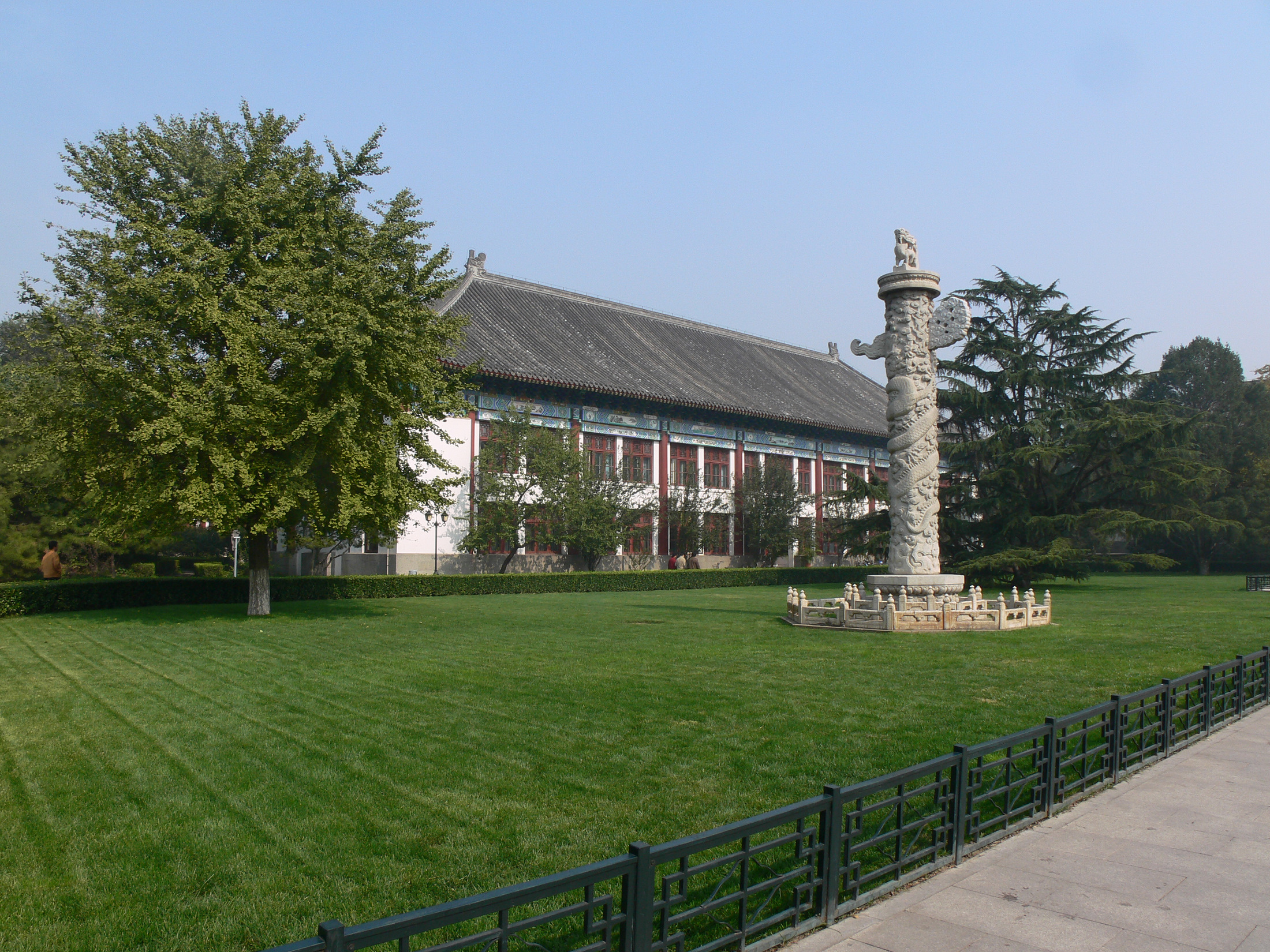

La Universidad de Pekín (abreviada PKU, conocida coloquialmente en chino mandarín como Beida, por los dos caracteres que conforman su logotipo y que son la abreviatura del nombre de la universidad) es una universidad pública enfocada a la investigación localizada en Pekín, China y es miembro de la liga C9 de universidades de elite Chinas.  Es la primera institución de educación moderna establecida en China y fue fundada durante los finales de la Dinastía Qing en 1898 con el nombre de Universidad Imperial de Pekín siendo la institución sucesora del Guozijian (Colegio imperial).
Es una de las universidades más prestigiosas de la República Popular de China y de toda Asia, con un espíritu humanista de la investigación y la educación académica. Se disputa constantemente el sitial de mejor universidad de China con la Universidad de Tsinghua y el 2019 fue nombrada la universidad número 22 de todo el mundo. Se encuentra en Pekín, la capital de China, cerca del Palacio de Verano y del barrio de Zhongguancun. El campus de la universidad es llamado Yan Yuan, posee una extensión de 3 millones de metros cuadrados y es considerado uno de los más bellos de todo el continente asiático. Actualmente la universidad cuenta con 30.000 estudiantes entre estudiantes de título de grado o licenciatura universitaria, estudiantes de postgrado, doctorado y estudiantes visitantes e internacionales. Todos ellos acuden a las 31 escuelas, 5 facultades y 271 centros de investigación que conforman la universidad, además mantienen relaciones con 200 instituciones internacionales en materia de colaboración e intercambio académico un aspecto importante para la educación china.
A lo largo de la historia, la Universidad de Pekín ha jugado un importante rol como centro de movimientos intelectuales de China. En la década de 1920, la universidad se convirtió en foco de los movimientos progresistas del país. Estudiantes, docentes y administrativos tuvieron importantes roles en los orígenes del Movimiento del Cuatro de Mayo, así como en otros eventos sociopolíticos a lo largo del siglo XX. Por estos motivos la historia de esta universidad esta profundamente asociada con la historia de la China moderna. La universidad de Pekín ha educado y acogido en su campus a muchas de las más prominentes personalidades chinas, incluyendo a Mao Zedong, Lu Xun, Gu Hongming, Hu Shih, Mao Dun, Li Dazhao, Chen Duxiu, y el actual premier Li Keqiang.
La Universidad de Pekín cuenta con una destacada biblioteca, la cual se fundó en 1902, pocos años después de la puesta en marcha de la universidad y dispone de más de 4.000.000 de volúmenes, con una capacidad de más de 6.500.000 volúmenes. Su colección de rarezas y libros antiguos es una referencia en toda Asia. 
Su longevidad, de 114 años, y su rol predominante en la educación y en la política chinas durante su desarrollo dentro de las primeras décadas del siglo XX han convertido, entre otras razones, a esta universidad en una de las instituciones de educación superior más prestigiosas y exigentes de la República Popular China.

## Establecimiento
Tras la derrota de China en la Guerra Sino-Japonesa, los intelectuales -entre ellos Kang Youwei, Liang Qichao, y Yan Fu - pidieron reformas en el sistema educativo del país. En junio de 1896, el ministro Li Duanfen propuso crear una universidad en la capital. El 11 de junio de 1898, el emperador Guangxu, en el marco de la Reforma de los Cien Días, autorizó la creación de la Universidad Imperial de Pekín  (en chino tradicional, 京師大學堂; pinyin, Jīngshī Dàxuétáng; literalmente, ‘Gran Sala de Estudios de la Capital’). La Universidad Imperial se estableció formalmente el 3 de julio de 1898, cuando el emperador aprobó la carta real redactada por Liang. El ministro Sun Jianai fue el encargado de ponerla en marcha. La IUP sirvió como principal instituto de enseñanza superior del país, pero también como su máxima autoridad educativa. William Alexander Parsons Martin fue nombrado primer presidente. La mayoría de las reformas fueron abolidas cuando la conservadora emperatriz viuda Cixi tomó el poder el 21 de septiembre. La universidad sobrevivió con objetivos modificados y un alcance reducido. Se inauguró el 31 de diciembre con 160 estudiantes, en lugar de los 500 previstos.
En 1900, la universidad fue paralizada por la Rebelión de los Bóxers, más tarde ese mismo año, las "Fuerzas Aliadas de las Ocho Potencias" (八国联军) entraron en Pekín y el funcionamiento de la universidad se suspendió continuamente. En 1902, "Jingshi Tongwenguan", una escuela creada por la corte Qing en 1862 para el aprendizaje de lenguas extranjeras, fue incorporada a la Universidad Imperial de Pekín. En 1904, la universidad envió a 47 estudiantes a estudiar al extranjero, lo que supuso la primera vez que una institución de enseñanza superior china enviaba estudiantes a países extranjeros.
Tras la Revolución Xinhai, la Universidad Imperial de Pekín pasó a llamarse "Universidad Gubernamental de Pekín" en 1912 y, posteriormente, "Universidad Nacional de Pekín" en 1919 (en chino tradicional, 國立北京大學; en chino simplificado, 国立北京大学; pinyin, Guólì Běijīng Dàxué).

### Primer periodo de la República de China (1916-1927)
El célebre académico Cai Yuanpei fue nombrado presidente el 4 de enero de 1917 y ayudó a transformar la Universidad de Pekín en la mayor institución de enseñanza superior del país, con 14 departamentos y una matrícula de más de 2.000 estudiantes. El presidente Cai, inspirado en el modelo alemán de libertad académica, introdujo en la universidad el gobierno del profesorado y la gestión democrática. Cai reclutó un profesorado intelectualmente diverso que incluía a algunas de las figuras más destacadas del progresista Movimiento de la Nueva Cultura, como Hu Shih, Liu Bannong, Ma Yinchu, Li Dazhao, Chen Duxiu, Lu Xun y Liang Shuming. Por su parte, los destacados conservadores Gu Hongming y Huang Kan también enseñaron en la universidad. Firme defensor de la libertad de pensamiento, Cai abogó por la independencia educativa y dimitió varias veces en protesta por la política y la injerencia del Gobierno de la República de China (1912-1949). 

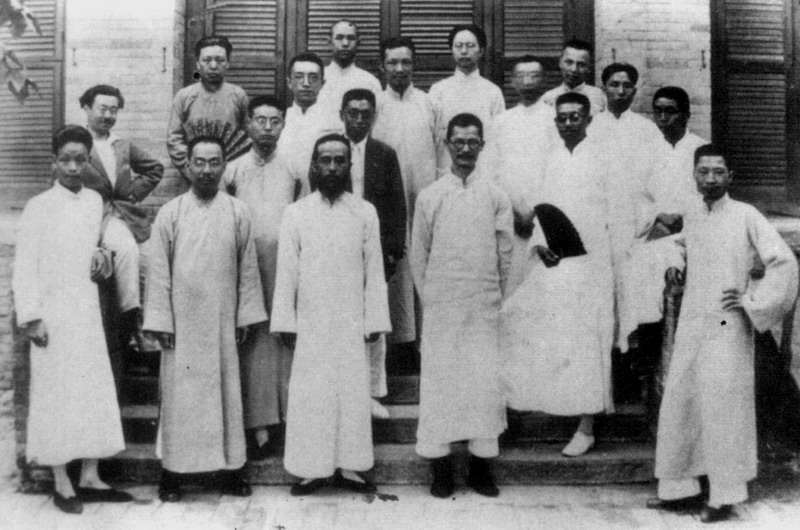
Profesorado del Instituto de Clásicos Chinos de la Universidad de Pekín en 1924

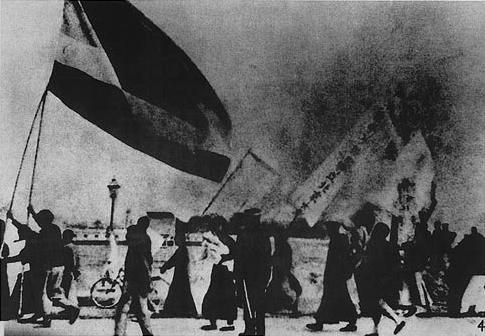
Estudiantes de la Universidad de Pekín protestando contra el Tratado de Versalles en el Movimiento del Cuatro de Mayo

El 1 de mayo de 1919, algunos estudiantes de la Universidad de Pekín se enteraron de que el Tratado de Versalles permitiría a Japón recibir los derechos de colonización de Alemania en la provincia de Shandong. Rápidamente se organizó una asamblea en la Universidad de Pekín que incluía a estos estudiantes y a representantes de otras universidades de Pekín. El 4 de mayo, estudiantes de trece universidades marcharon a Tiananmen para protestar por los términos del Tratado de Versalles y exigieron al gobierno de Beiyang que se negara a firmar el tratado. Los manifestantes también exigieron la dimisión inmediata de tres funcionarios: Cao Rulin, ministro del Ministerio de Transporte, Zhang Zongxiang, embajador de China en Japón y Lu Zongyu, ministro de Moneda, quienes creían que cooperaban con los japoneses. La protesta terminó con algunos manifestantes golpeados y detenidos, y la casa de Cao Rulin quemada por los manifestantes. Tras la protesta del 4 de mayo, estudiantes, trabajadores y comerciantes de casi todas las grandes ciudades chinas se declararon en huelga y boicotearon los productos japoneses en China. El gobierno de Beiyang finalmente accedió a liberar a los estudiantes arrestados y despidió a los tres funcionarios bajo una intensa presión pública, los representantes de China en París se negaron a firmar el Tratado de Versalles.

### Segunda Guerra Mundial (1927-1949)
Tras el estallido de la segunda guerra sino-japonesa en 1937 y la consiguiente expansión del control territorial japonés en el este de China, la Universidad de Pekín fue trasladada a la ciudad suroccidental de Changsha y formó la Universidad Temporal de Changsha junto con las cercanas Universidad de Tsinghua y Universidad de Nankai. En 1938, las tres escuelas se trasladaron de nuevo, esta vez más al suroeste, a Kunming, y formaron la Universidad Nacional Asociada del Suroeste.
En 1946, tras la rendición japonesa en la Segunda Guerra Mundial, la Universidad de Pekín se trasladó de nuevo a Pekín. En aquel momento, la universidad contaba con seis facultades (Artes, Ciencias, Derecho, Medicina, Ingeniería y Agricultura) y un instituto de investigación de humanidades. El número total de estudiantes ascendió a 3000.

## Cultura

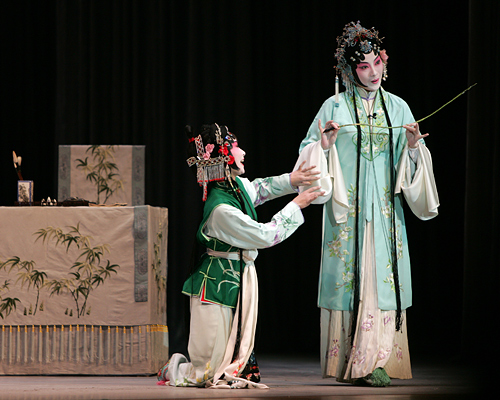
Una representación de Kunqu en la Universidad de Pekín

La Universidad de Pekín ha participado en muchos proyectos conjuntos de arte e investigación, como el Centro para el Arte de Asia Oriental (CAEA) con la Universidad de Chicago, y el Departamento de Arte y Diseño Digital con la UNESCO.
La Universidad de Pekín colabora con la Universidad de Stanford en sus programas de estudios culturales asiáticos, como el Programa Stanford en Pekín y el Programa de Verano Stanford-Universidad de Pekín, que anima a los estudiantes de Stanford interesados en explorar la lengua, la historia, la cultura y la sociedad chinas a estudiar en el campus de la Universidad de Pekín. [pendiente de verificación]

## Escuela Nacional de Desarrollo (NSD)
La Escuela Nacional de Desarrollo (antes Centro de Investigación Económica de China) está clasificada entre los cinco grupos de reflexión (think tank) más influyentes de China.
En 1998, Justin Yifu Lin y otros fundaron conjuntamente el MBA Internacional de Pekín en la Universidad de Pekín (BiMBA), que está clasificado entre los seis mejores programas de MBA por Quacquarelli Symonds en su ranking TopMBA de los mejores programas de MBA en Asia Pacífico para el año 2014-2015. TopMBA Archivado el 8 de julio de 2015 en Wayback Machine. ranking of the best MBA programs in Asia Pacific for the year 2014–2015. BiMBA también ha sido clasificado como el segundo MBA a tiempo completo más valioso en China por Forbes (después de CEIBS) y entre las mejores escuelas de negocios de Asia por Bloomberg Business.